# Arlington (South Dakota)
Arlington is een plaats (city) in de Amerikaanse staat South Dakota, en valt bestuurlijk gezien onder Brookings County en Kingsbury County.

## Demografie
Bij de volkstelling in 2000 werd het aantal inwoners vastgesteld op 992.
In 2006 is het aantal inwoners door het United States Census Bureau geschat op 944, een daling van 48 (-4,8%).

## Geografie
Volgens het United States Census Bureau beslaat de plaats een oppervlakte van
4,0 km², geheel bestaande uit land. Arlington ligt op ongeveer 562 m boven zeeniveau.

## Plaatsen in de nabije omgeving
De onderstaande figuur toont nabijgelegen plaatsen in een straal van 20 km rond Arlington.

## Geboren
- Theodore Schultz (1902-1998), econoom en Nobelprijswinnaar (1979)